# Nesterivka, Mankivka
Nesterivka (în ucraineană Нестерівка) este o comună în raionul Mankivka, regiunea Cerkasî, Ucraina, formată numai din satul de reședință.

## Demografie
Componența lingvistică a comunei Nesterivka
     Ucraineană (97,68%)
     Rusă (2,11%)
     Alte limbi (0,11%)
Conform recensământului din 2001, majoritatea populației comunei Nesterivka era vorbitoare de ucraineană (97,68%), existând în minoritate și vorbitori de rusă (2,11%).